# Victoriaceros kenyensis
Il victoriacero (Victoriaceros kenyensis) è un rinoceronte estinto, vissuto nel Miocene medio (circa 15 milioni di anni fa). I suoi resti fossili sono stati ritrovati nell'isola di Maboko, in Kenya. 

## Descrizione
Questo animale è noto principalmente per un cranio ben conservato, caratterizzato principalmente da un grande corno nasale e dalle orbite situate in posizione molto avanzata. Queste ultime, inoltre, erano dotate di un bordo prominente, ed erano presenti archi zigomatici molto larghi. Sono state ritrovate anche numerose ossa degli arti, probabilmente attribuibili a vari individui della stessa specie. 

## Classificazione
I fossili di Victoriaceros sono stati ritrovati nell'isola di Maboko del Lago Vittoria, in Kenya, e sono stati descritti per la prima volta nel 2012. Victoriaceros è il taxon più comune nel giacimento di Maboko, che ha restituito una delle migliori collezioni di ossa fossili di rinoceronti in tutta l'Africa. La forma dei denti e del cranio suggeriscono che Victoriaceros appartenesse alla sottofamiglia degli elasmoteriini, un gruppo di rinoceronti che nel corso della loro evoluzione svilupparono denti a corona alta e grandi corna nasali. 